# Wasiu Taiwo
Wasiu Taiwo (* 1. Oktober 1976 in Lagos) ist ein ehemaliger nigerianischer Fußballspieler, der von 1997 bis 2007 in den Niederlanden gespielt hat und danach nach Österreich wechselte. Er spielte normalerweise als Stürmer, konnte aber auch als Mittelfeldspieler agieren.

## Karriere
In der Jugend spielte Taiwo in seinem Heimatland Nigeria bei Shooting Stars FC, wo er von 1995 bis 1996 auch als Profi aktiv war. Er gewann bereits in seiner ersten Saison die nigerianische Meisterschaft. Im selben Jahr bestritt er beim U.S. Cup sein erstes Spiel für die nigerianische Nationalmannschaft. 1996, nachdem er mit den Shooting Stars den zweiten Platz der CAF Champions League belegt hatte, wechselte er 19-jährig zu De Graafschap Doetinchem in die niederländische Ehrendivision, wo er eine Saison verbrachte und 19 Spiele bestritt.
1997 wechselte er zu MVV Maastricht, wo er die nächsten sechs Jahre lang spielte, die ersten drei davon in der Ehrendivision. Er spielte 188 Ligaspiele für Maastricht und erzielte dabei 54 Tore. 2003 wechselte er ablösefrei zu AGOVV Apeldoorn.
2005, nach zwei Saisons in der Eerste Divisie bei Apeldoorn, in denen er jeweils Stammspieler war, wurde Taiwo zum Ligakonkurrenten Fortuna Sittard verliehen. Ein Jahr später wechselte er endgültig zur Fortuna. Im Sommer 2007 wechselte er zum österreichischen Regionalligisten FC Harreither WY. Im Sommer 2008 ging er zu seinen Mutterklub Shooting Stars zurück zusammen mit dem ehemaligen Oberhausener Edith Agoye. Im Jahr 2009 beendete er seine Laufbahn.

### Erfolge
- Nigerianischer Meister 1995 mit Shooting Stars
- 2. Platz in der African Champions League 1996 mit Shooting Stars